# Yannick Salem
Yannick Salem (Amiens, 29 marzo 1983) è un ex calciatore francese naturalizzato congolese (Repubblica del Congo), di ruolo centrocampista.